# 78. Internationale Sechstagefahrt

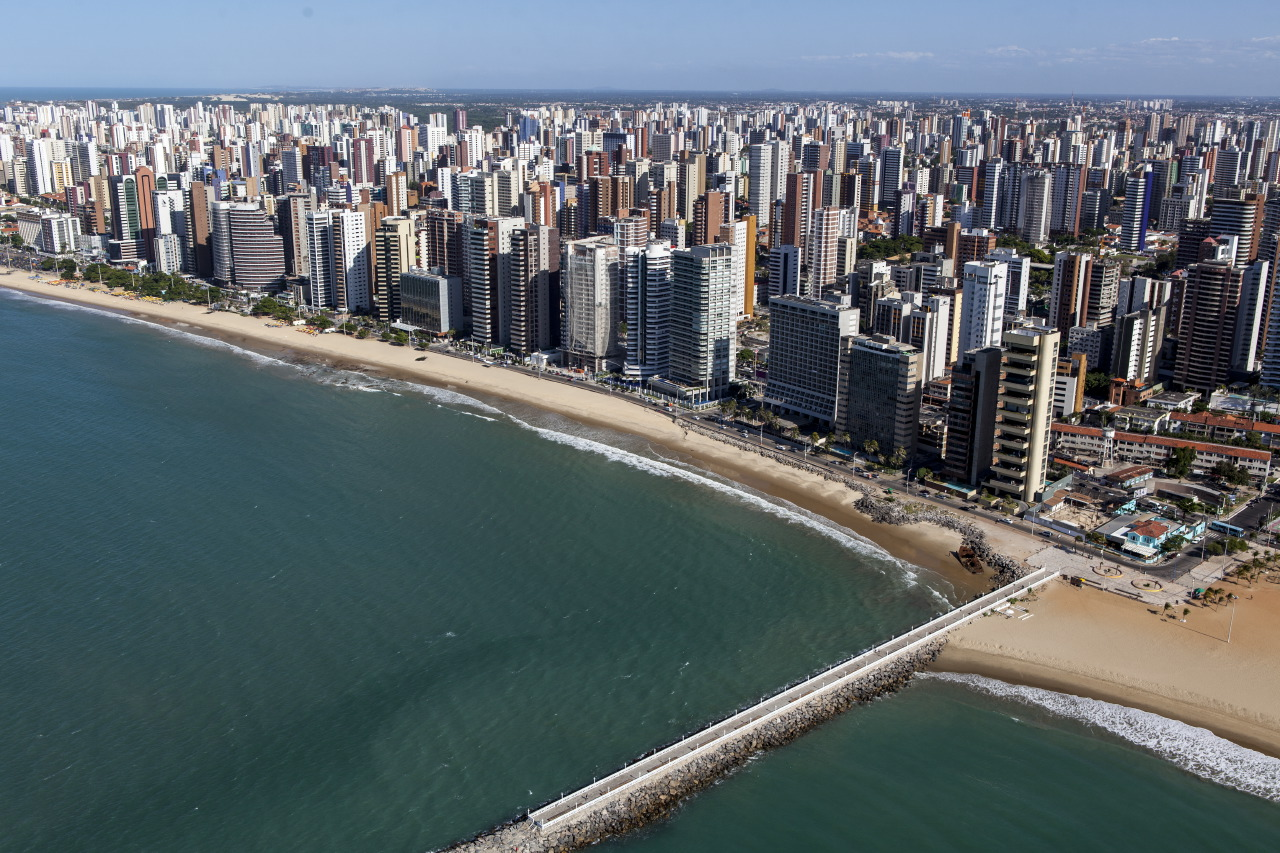
Fortaleza, Start- und Zielort der einzelnen Etappen

Die 78. Internationale Sechstagefahrt war die Mannschaftsweltmeisterschaft im Endurosport und fand vom 2. bis 8. November 2003 im brasilianischen Fortaleza sowie der näheren Umgebung statt. Die Nationalmannschaft Finnlands konnte zum insgesamt fünften Mal und gleichzeitig zweiten Mal in Folge die World Trophy gewinnen. Die Nationalmannschaft Frankreichs gewann zum zweiten Mal und in Folge die Junior World Trophy.

## Wettkampf

### Organisation
Die Veranstaltung fand zum ersten Mal in Brasilien und gleichzeitig zum ersten Mal auf dem südamerikanischen Kontinent statt.
Am Wettkampf nahmen 19 Teams für die World Trophy und 15 für die Junior World Trophy teil. In Clubmannschaften gingen 201 Fahrer an den Start, daneben nahmen 40 Einzelfahrer teil. die 414 Fahrer vertraten insgesamt 34 Nationen.
Deutschland nahm an der World Trophy und Junior World Trophy sowie mit fünf Clubmannschaften teil. Aus Österreich nahmen zwei Clubmannschaften an der Veranstaltung teil. Aus der Schweiz war ein Einzelfahrer am Start.

### 1. Tag
Die Tagesetappe führte über insgesamt 250 Kilometer.
Nach dem ersten Fahrtag führte in der World-Trophy-Wertung das Team aus Finnland vor Italien und Belgien.

### 2. Tag
Am zweiten Tag wurde die Strecke des Vortags nochmals befahren.
Die World-Trophy-Wertung führte wie am ersten Tag das Team aus Finnland vor Italien und Belgien an.

### 3. Tag
Die Strecke des dritten Fahrtags war insgesamt rund 300 Kilometer lang und führte teilweise an der Atlantikküste entlang.
In der World-Trophy-Wertung führte wie am Vortag das Team aus Finnland vor Italien und Frankreich.
Im Wettbewerb um die Junior World Trophy führte die Mannschaft aus Frankreich vor Italien und Finnland.

### 4. Tag
Die Tagesetappe enthielt Streckenteile, die am Vortag gefahren wurden, und war insgesamt rund 250 Kilometer lang.
Am Ende des vierten Fahrtags führte in der World-Trophy-Wertung weiter unverändert das Team Finnlands vor Italien und Frankreich.
Im Wettbewerb um die Junior World Trophy führte die Mannschaft aus Frankreich vor Finnland und Italien.

### 5. Tag
Am fünften Tag wurde nochmals die Strecke wie am Vortag gefahren.
Im Zwischenstand der World-Trophy-Wertung führte nach dem fünften Fahrtag weiter das finnische Team vor Italien und Frankreich.

### 6. Tag
Am letzten Tag fand eine kurze Etappe über 60 Kilometer sowie das Abschluss-Motocrossrennen auf dem Autódromo Internacional Virgílio Távora in Fortaleza statt.

## Endergebnisse

### World Trophy
| Platz | Team               | Zeit     |
| ----- | ------------------ | -------- |
| 1.    | Finnland           | 13:18,93 |
| 2.    | Italien            | 19:06,24 |
| 3.    | Frankreich         | 27:26,95 |
| 4.    | Spanien            | 39:07,22 |
| 5.    | Australien         | unbek.   |
| 6.    | Deutschland        | unbek.   |
| 7.    | Vereinigte Staaten | unbek.   |
| 8.    | Tschechien         | unbek.   |
| 9.    | Polen              | unbek.   |
| 10.   | Mexiko             | unbek.   |
| 11.   | Belgien            | unbek.   |
| 12.   | Kanada             | unbek.   |
| 13.   | Portugal           | unbek.   |
| 14.   | Chile              | unbek.   |
| 15.   | Argentinien        | unbek.   |
| 16.   | Brasilien          | unbek.   |
| 17.   | Schweden           | unbek.   |
| 18.   | Niederlande        | unbek.   |
| 19.   | Kolumbien          | unbek.   |

### Junior World Trophy
| Platz | Team                   | Zeit     |
| ----- | ---------------------- | -------- |
| 1.    | Frankreich             | 15:45,00 |
| 2.    | Finnland               | 16:11,06 |
| 3.    | Italien                | 18:49,22 |
| 4.    | Deutschland            | 26:21,70 |
| 5.    | Schweden               | unbek.   |
| 6.    | Australien             | unbek.   |
| 7.    | Niederlande            | unbek.   |
| 8.    | Vereinigtes Königreich | unbek.   |
| 9.    | Vereinigte Staaten     | unbek.   |
| 10.   | Brasilien              | unbek.   |
| 11.   | Chile                  | unbek.   |
| 12.   | Tschechien             | unbek.   |
| 13.   | Venezuela              | unbek.   |
| 14.   | Spanien                | unbek.   |
| 15.   | Mexiko                 | unbek.   |

### Einzelwertung
| Klasse                  | Klassensieger (Motorrad) | Zeit       |
| ----------------------- | ------------------------ | ---------- |
| bis 125 cm³ (Zweitakt)  | Hélder Rodrigues (KTM)   | 2:26:24,60 |
| bis 250 cm³ (Zweitakt)  | Stefan Merriman (Honda)  | 2:20:03,35 |
| bis 250 cm³ (Viertakt)  | Peter Bergvall (Yamaha)  | 2:27:23,67 |
| bis 400 cm³ (Viertakt)  | Stefan Everts (Yamaha)   | 2:19:21,10 |
| über 500 cm³ (Viertakt) | Iván Cervantes (KTM)     | 2:23:43,00 |

## Teilnehmer
| Staat                  | World Trophy Team | Junior World Trophy Team |
| ---------------------- | --- | --- |
| Argentinien            | Franco Caimi (Yamaha 125) Javier Allub (Yamaha 250) Jose Luiz Gonzalez (GasGas 250) Orlando Terranova (Yamaha 250) Favio Daniel Gonzalez (GasGas 250) Eduardo Quinto Pulenta Sagui (Honda 250)                       | |
| Australien             | Ryan Rouquet (Yamaha 249) Kirk Hutton (Yamaha 250) Stefan Merriman (Honda 250) Shane Watts (KTM 450) Damian Smith (Yamaha 125) Bradley Williscroft (KTM 300)                                                         | Glenn Kearney (Yamaha 250) Michael Oliver (KTM 250) Anthony Roberts (KTM 125) Jacob Stapleton (TM 249)                                           |
| Belgien                | Marc Fraikin (KTM 125) Thierry Klutz (GasGas 300) Stefan Everts (Yamaha 450 4T) Raphael Leclerq (KTM 450 4T) Mikael Despotin (KTM 525 4T) Johan Boonen (KTM 525 4T)                                                  | |
| Brasilien              | Alexandre Fernandes (KTM 250) Luiz Felipe Braga Bastoz (KTM 250) Bernardo Malheiros Magalhaes (KTM 250) Nielsen Paraiso Bueno (KTM 450) Sthenio Roberto P. da Silva (KTM 450) Marcio Rogeiro do Nascimento (KTM 450) | Diego Luckemeyer (GasGas 125) Sergio Augusto Klaumann (KTM 250) Felipe Augusto Miranda Zanol (Husqvarna 250) Antonio Jorge Balbi Jr. (Honda 450) |
| Chile                  | Tomas Etcheverry (Honda 250) Francico Lopez (KTM 250) Nicolás Urrutia (Yamaha 250) Ricardo Leon (Honda 250) Francisco Ramdohr (Honda 450 4T) Jose Moreno (KTM 525 4T)                                                | Vicente Garcia Huidobro (Yamaha 250 4T) Konrad Burchardt (Yamaha 250 4T) Daniel Gouet (Honda 250) Roland Spaarwater (KTM 200)                    |
| Kolumbien              | Manuel Mate (KM 200) Alvaro Fuentes (KTM 450) Ricardo Jimenez (KTM 450) Bernardo Alvarez (KTM 450) Cesar Vega (KTM 525) Jaime Murcia (KTM 525)                                                                       | |
| Deutschland            | Arne Domeyer (KTM 124) Swen Enderlein (KTM 300) Dirk Peter (KTM 124) Christoph Seifert (KTM 525) Sascha Eckert (KTM 250) Marko Barthel (KTM 124)                                                                     | Mike Hartmann (KTM 124) Marco Straubel (KTM 450) Marcus Kehr (KTM 125) Stefan Hau (KTM 249)                                                      |
| Finnland               | Juha Salminen (KTM 249) Samuli Aro (KTM 509) Mika Ahola (VOR 530) Jani Laaksonen (GasGas 299) Kari Tiainen (KTM 250) Mika Saarenkoski (Husqvarna 125)                                                                | Jari Mattila (GasGas 249) Marko Tarkkala (Husaberg 449) Riku Riihelainen (TM 124) Valtteri Salonen (KTM 124)                                     |
| Frankreich             | Johann Pelleteret (GasGas 125) Marc Germain (Yamaha 250) Guillaume Porte (GasGas 250) Jordan Curvalle (Kawasaki 250) Sébastien Guillaume (Husqvarna 250) Nicolas Desparrois (Husqvarna 125)                          | Herve Versace (KTM 125) Fabien Planet (Husqvarna 250) Freddy Blanc (KTM 250) Damien Miquel (Husqvarna 125)                                       |
| Italien                | Roberto Bazzurri (Husqvarna 125) Giuseppe Gallino (Yamaha 250) Mario Rinaldi (Yamaha 250) Giovanni Sala (KTM 250) Alessandro Botturi (KTM 450) Alessandro Zanni (Honda 450)                                          | Simone Albergoni (KTM 125) Maurizio Micheluz (KTM 450) Giuliano Falgari (KTM 125) Andrea Beconi (Honda 250)                                      |
| Kanada                 | Jim Jervis (GasGas 125) Chris Donald (Yamaha 250 4T) Craig Murray (KTM 250) Klade Glasgow (KTM 250) David Bensadoun (KTM 450 4T) Dan Watt (Husaberg 400 4T)                                                          | |
| Mexiko                 | Homero Diaz (KTM 125) Gabriel Guardado (KTM 250) Jesus Zavala (KTM 250) Octavio Valle (KTM 250) Michael Goeters (KTM 400 4T) Carlos Gallardo (KTM 450 4T)                                                            | Alberto Quijano (KTM 125) Carlos Nafarrate (KTM 250) Arturo Quijano (KTM 250)                                                                    |
| Niederlande            | Franck Isfordink (GasGas 250) Erwin Plekkenpol (KTM 525) Tom Hemmelder (KTM 250) Michel Visser (Husqvarna 250) Dinand Thuhuis (KTM 250) Stephan Braakhekke (Husqvarna 450)                                           | Hans Vogels (Yamaha 500) Ralph Hubers (Yamaha 250) Amel Advokaat (KTM 450) Geert Snellenberg (Husqvarna 250)                                     |
| Polen                  | Lukasz Kurowski (KTM 125) Bartosz Oblucki (TM 125) Marek Swiderski (KTM 125) Pawel Swiderski (Yamaha 250 4T) Lukasz Bartosz (KTM 250) Marek Przybysz (KTM 250)                                                       | |
| Portugal               | Pedro Enes (Yamaha 125) Mario Patrao (Yamaha 250) Hélder Rodrigues (KTM 250) Luis Serra (Honda 250) Paulo Goncalves (GasGas 450) Rúben Faria (Yamaha 450)                                                            | |
| Schweden               | Rikard Larsson (TM 125) Peter Bergvall (Yamaha 250) Björne Carlsson (Husaberg 500) Anders Eriksson (Husqvarna 510) Niklas Gustavsson (KTM 450) Andreas Toresson (Husaberg 500)                                       | Patrik Wicksell (KTM 250) Daniel Johansson (GasGas 250) Joakim Ljunggren (KTM 450) Kristofer Almen (KTM 250)                                     |
| Spanien                | Xavier Puigdemont (KTM 125) Xacob Agra (KTM 250) Gerard Farres (KTM 250) Miki Arpa (Honda 450) Jordi Duran (KTM 450) Iván Cervantes (KTM 525)                                                                        | Daniel Llobet (Honda 125) Arnau Vilanova (Honda 250) Jordi Viladomas (Yamaha 450) Joan Jou (KTM 450)                                             |
| Tschechien             | Karol Scheder (Husaberg 450) Bohumil Posledni (KTM 500) Zdenek Gottvald (Husqvarna 125) Roman Michalík (VOR 400) Martin Macek (Yamaha 450) Martin Gottvald (Husqvarna 125)                                           | Milan Baros (KTM 400) Martin Stodulka (Husaberg 400) Michal Rudolf (KTM 250) Vit Kuklik (KTM 250)                                                |
| Venezuela              | | Jose Angel Diaz (GasGas 250) Nicolas Cardona (GasGas 250) Christian Birarda (GasGas 250) Fabian Birarda (GasGas 450)                             |
| Vereinigte Staaten     | Mike Kiedrowski (Suzuki 175) Barry Hawk (Yamaha 250) Jasan Raines (Yamaha 175) Ty Davis (Yamaha 175) Rodney Smith (Suzuki 125) Mike Lafferty (KTM 400)                                                               | David Pearson (Kawasaki 250) Kurt Caselli (KTM 250) Russell Bobbitt (GasGas 250) Wallace Palmer (Suzuki 125)                                     |
| Vereinigtes Königreich | | Chris Hay (KTM 125) Dylan Jones (Yamaha 250) Robert Jones (Yamaha 125) Kevin Murray (KTM 450)                                                    |